# August Padyga

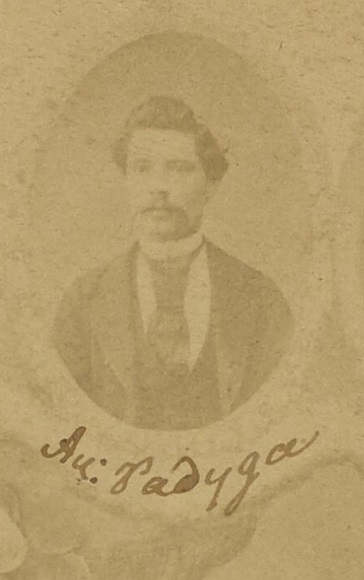
August Padyga w 1876 r.

August Padyga (ur. 18 kwietnia 1849 lub 1847 w Warszawie, zm. 24 stycznia 1902 w Łęczycy) – polski dyrygent, nauczyciel śpiewu i muzyki, kompozytor.

## Życiorys
Do 1873 r. był kantorem przy kościele ewangelickim w Piotrkowie. Następnie był kapelmistrzem w prowincjonalnych zespołach teatralnych: Pawła Ratajewicza, Józefa Puchniewskiego, Juliana Grabińskiego, Mieczysława Krauzego, Władysława Dębskiego i Anastazego Trapszy, a także w warszawskich teatrach ogródkowych. Od 1880 do ok. 1886 r. pracował w Kaliszu jako dyrygent oraz nauczyciel śpiewu w Towarzystwie Muzycznym. Przez kilka lat był dyrygentem orkiestry 15 aleksandryjskiego pułku dragonów. Od 1896 r. pracował w Łęczycy jako nauczyciel śpiewu i muzyki w seminarium nauczycielskim. W tym okresie był również kapelmistrzem orkiestry strażackiej w Łęczycy.
Był autorem muzyki do sztuk teatralnych, m.in. Wnuka Tumrego.

## Rodzina
Jego żoną od 1879 r. była aktorka teatralna Walentyna Szlader.